# أومو سانغاري
أومو سانجاري (بالفرنسية: Oumou Sangaré) أو أومو سنغاري (ولدت في 25 فبراير 1968، باماكو ، مالي) هي فنانة مالية تغني على طريقة واسولو الموسيقية، يشار إليها باسم «طائر واسولو المغرد» وهي المنطقة التاريخية جنوب نهر النيجر. والدتها هي المغنية أميناتا دياكيتي. أومو مدافعة عن حقوق المرأة، ومعارضة لزواج الأطفال وتعدد الزوجات.

## ألبومات
- Moussolou (1990)
- Ko Sira (1993)
- Worotan (1996)
- Oumou (2003)
- Seya (2009)

## وصلات خارجية
- أومو سانغاري على موقع IMDb (الإنجليزية)
- أومو سانغاري على موقع الموسوعة البريطانية (الإنجليزية)
- أومو سانغاري على موقع ميوزك برينز (الإنجليزية)
- أومو سانغاري على موقع أول ميوزيك (الإنجليزية)
- أومو سانغاري على موقع ديسكوغز (الإنجليزية)
- أومو سانغاري على موقع قاعدة بيانات الفيلم (الإنجليزية)

- الموقع الرسمي لأومو سانغاري (بالإنجليزية)